# Uittreding (parapsychologie)

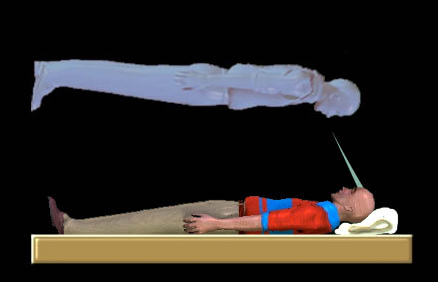
Een voorstelling van een astrale projectie

De term uittreding, ook wel astrale projectie genoemd, wordt gebruikt als term voor een paranormaal verschijnsel waarbij het zogenaamde astraallichaam of ook wel ziel genoemd, uit het lichaam zou treden. De ziel zou het lichaam verlaten en bewust door verschillende aardse en astrale dimensies 'reizen'. Het uittreedproces gaat gepaard met diverse fysieke en astrale sensaties als het horen van suizingen en knallen, een tintelend en 'los' gevoel in het lichaam of erotische prikkeling van de chakra's.
De Amerikaan Robert Monroe, die eigen ervaringen beschreef, bracht het verschijnsel voor het eerst onder de aandacht van een groot lezerspubliek.

## Verwante verschijnselen
Uittredingen zijn in zekere zin verwant aan lucide dromen, aangezien beide fenomenen gepaard gaan met een sterk bewustzijnsgevoel. Uittredingen behoren echter tot het domein van de niet altijd serieus genomen parapsychologie, terwijl de lucide droom een door de wetenschap aanvaard fenomeen is. Gebruikers van bepaalde hallucinogene (vooral dissociatieve) drugs melden ook ervaringen van uittreding tijdens hun trip. Een bijna-doodervaring zou als een uittreding met een tijdelijk karakter begrepen kunnen worden terwijl de dood dan een uittreding met permanent karakter zou zijn.

## Astraal reizen
Nadat de ziel het fysieke, aardse lichaam heeft verlaten, zou zij reizen naar de astrale sfeer, wat volgens sommigen een wereld tussen Hemel en Aarde is. Astraal reizen wordt al eeuwenlang vermeld en is door de oude Egyptenaren en Grieken beschreven als een methode om iets buiten de fysieke wereld te ervaren. Mensen die beweren astraal te kunnen reizen zouden zich volledig bewust zijn van de scheiding tussen de lichamen, van wat ze doen en waar ze naartoe gaan. Veel mensen zouden astraal leren reizen door middel van meditatie of hypnose, meestal door via het derde oogchakra uit hun lichaam te treden. Dagdromen en dromen tijdens de slaap wordt ook gezien als een vorm van astraal reizen. Een andere vorm van astraal reizen die door sommige mensen is beschreven, is dat ze naar zichzelf kijken gedurende een coma. Deze vorm van astraal reizen komt voornamelijk naar voren bij bijna-doodervaringen. Sommigen zien astraal reizen als een reis tussen de derde en vijfde dimensie.

## Wetenschappelijke verklaringen
Hoewel zij die een uittreding ervaren hebben er vaak van overtuigd zijn dat hun ervaring 'echt' is, bestaat er geen algemeen aanvaard wetenschappelijk bewijs dat uittredingen ook daadwerkelijk plaatsvinden. 
Ook slaapverlamming geldt als een mogelijke wetenschappelijke verklaring voor het fenomeen. Deze slaapstoornis gaat vaak gepaard met realistische hallucinaties, waarbij men soms het gevoel heeft het lichaam te verlaten. Ook de andere fysieke sensaties die men ervaart tijdens een uittreding (suizingen, tintelingen, vibraties, ...), komen sterk overeen met de hallucinaties die zich bij slaapverlamming kunnen voordoen.
Door elektrische prikkeling van de gyrus angularis blijkt het mogelijk om gevoelens van uitreding op te wekken. In 2004 ontdekte een Zwitserse onderzoeksgroep dit bij toeval, toen ze epilepsiepatiënten elektroden hadden geïmplanteerd in hun zoektocht naar de oorzaak van epilepsie. Later onderzoek bevestigde deze waarneming. Zo werd in november 2007 ook de hersenactiviteit in kaart gebracht tijdens een op deze wijze kunstmatig opgewekte 'out-of-body experience'. Het verschijnsel werd uitgelegd als een buitenlichamelijke gewaarwording die ontstaat wanneer onze hersenen er niet langer in slagen om onze zelfwaarneming, tastzin, gezichtsvermogen en evenwichtszin met elkaar te integreren. Mensen die wel in het astrale lichaam geloven, zeggen dan vaak dat men met de hersenen een soort van poort maakt en dat slechts het door de poort lopen de eigenlijke uittreding is.
Het blijkt ook mogelijk om de gevoelens van uittreding in een experiment kunstmatig op te wekken in gezonde proefpersonen door verandering van het visueel perspectief.
Door mensen die beweerden een uittreding gehad te hebben tijdens een operatie werden tekens en objecten die zodanig aangebracht waren dat zij van onderen niet zichtbaar waren en die ook niet aan de betreffende persoon bekend waren in alle gevallen niet waargenomen, ondanks het feit dat men beschreef wat men van bovenaf allemaal waarnam. Hieruit kan de conclusie getrokken worden dat daadwerkelijke uittreding niet plaatsvond.